# Butabarbital
Butabarbital (tên thương mại Butisol) là một loại thuốc hỗ trợ giấc ngủ và thuốc lo âu theo toa. Butabarbital có tác dụng đặc biệt nhanh và thời gian tác dụng ngắn so với các barbiturat khác, điều này hữu ích cho một số ứng dụng như điều trị chứng mất ngủ trầm trọng, giảm lo âu nói chung và giảm lo âu trước khi tiến hành phẫu thuật; tuy nhiên nó cũng tương đối nguy hiểm đặc biệt khi kết hợp với rượu và hiện nay hiếm khi được sử dụng, mặc dù nó vẫn được quy định ở một số nước Đông Âu và Nam Mỹ. Thời gian tác dụng trung gian của nó mang lại cho butabarbital khả năng lạm dụng thấp hơn một chút so với secobarbital. Butabarbital có thể bị thủy phân thành Valnoctamide.
| Các đồng phân lập thể của Butabarbita |
| ------------------------------------- |
| liên_kết= </br> (R) -Stereoisome      |
| liên_kết= </br> (S) -Stereoisome      |

Butabarbital cũng được bán kết hợp với belladonna alkaloids dưới tên thương hiệu Butibel. Belladonna được thêm vào để có tác dụng chống co thắt. Sản phẩm này có chứa một liều butabarbital thấp kết hợp với hỗn hợp tiêu chuẩn của belladonna alkaloids và được sử dụng như một thuốc chống co thắt được sử dụng để làm giảm co thắt và co thắt dạ dày và ruột. Chúng cũng được sử dụng để làm giảm lượng axit hình thành trong dạ dày. Một sản phẩm tương tự khác là Donnirth, có chứa alkaloids belladonna kết hợp với phenobarbital.

## Lịch sử
Barbiturates lần đầu tiên được phát hiện có sử dụng y tế vào năm 1903, khi một nghiên cứu tại Bayer cho thấy man rợ là thuốc an thần hiệu quả cho chó. Mãi đến giữa thế kỷ 20, thói quen hình thành thói quen của barbiturat và tác dụng phụ hành vi mới được ghi nhận lần đầu tiên 
Các loại thuốc an thần được sử dụng phổ biến hơn hiện nay vì tính chất an thần và thôi miên tương tự, và giảm nguy cơ lệ thuộc vật lý. Các loại thuốc barbiturat như butabarbital hiện được sử dụng để điều trị ngắn hạn và cấp tính dưới sự giám sát chặt chẽ của bác sĩ 

## Điều trị & sử dụng lâm sàng
Barbiturat là thuốc ức chế không chọn lọc của hệ thần kinh trung ương, gây buồn ngủ và tác dụng an thần nhẹ. Thuốc thôi miên barbiturat được sử dụng trong điều trị rối loạn giấc ngủ và lo âu vì tính chất làm dịu và an thần của chúng, tuy nhiên thường bị hạn chế sử dụng ngắn hạn do nguy cơ phụ thuộc.
Butabarbital, thường được gọi là Butisol về mặt thương mại, là một loại thuốc III được phê duyệt ở Mỹ và Canada được sử dụng trong điều trị ngắn hạn các rối loạn lo âu và như một thuốc hỗ trợ an thần trước phẫu thuật. Các hình thức thương mại được chấp thuận có sẵn ở dạng máy tính bảng hoặc thuốc tiên. Gần đây, butabarbital đã được chấp thuận cho sử dụng y tế vào năm 2007 dưới tên thương hiệu Butisol Sodium. Butisol natri được sản xuất bởi Meda Dược phẩm như một chất được kiểm soát theo Lịch III do nguy cơ lạm dụng và lệ thuộc cao.

### Đường dùng
Nó thường được dùng bằng đường uống dưới dạng dung dịch natri hoặc máy tính bảng, tuy nhiên cũng có thể được tiêm bằng cách tiêm tĩnh mạch. Máy tính bảng chứa 30   mg hoặc 50   mg natri butabarbital, hoặc 30   mg / 5mL với 7% cồn / vol trong dung dịch. Để an thần trước phẫu thuật, người lớn được quản lý 50   mg 60-90 phút trước khi phẫu thuật, với các liều khác nhau cho bệnh nhân nhi và lão khoa.

### Tác dụng lâm sàng & Thải trừ
Tác dụng từ liều uống thường được cảm nhận trong vòng một giờ dùng thuốc, kéo dài ở đâu đó từ sáu đến tám giờ có hiệu lực. Một thuốc ức chế không chọn lọc của CNS, Butabarbital natri được sử dụng như một thuốc thôi miên an thần, tùy thuộc vào liều lượng, để gây buồn ngủ hoặc ngủ, hoặc giảm lo lắng và căng thẳng. Butabarbital natri có thể được sử dụng như một trợ giúp gây mê trước phẫu thuật hoặc trong điều trị ngắn hạn của rối loạn giấc ngủ và lo lắng. Để duy trì giấc ngủ ngắn hạn và điều trị bằng butabarbital cảm ứng được khuyến cáo nên giới hạn trong hai tuần, sau đó nó bắt đầu mất hiệu quả. Thời gian bán hủy xấp xỉ 100 giờ, được loại bỏ chủ yếu bởi các enzyme của microsome gan và bài tiết qua nước tiểu.

### Quá liều và lạm dụng
Butabarbital natri là chất được kiểm soát theo Lịch III ở Mỹ và Canada do nguy cơ lạm dụng và lệ thuộc. Một chất tâm thần, thuốc butabarbital thường bị lạm dụng với nguy cơ nhiễm độc cấp tính và nghiện. Các barbiturat như butabarbital được cho là hình thành thói quen và gây nghiện, và có những rủi ro nghiêm trọng từ việc rút tiền bao gồm tử vong. Do nguy cơ phụ thuộc và quá liều cao, việc sử dụng butabarbital được quy định cao và trở nên ít phổ biến hơn trong ứng dụng lâm sàng.

## Tác dụng phụ
Những người dùng Butabarbital được yêu cầu coi chừng các dấu hiệu phản ứng dị ứng nghiêm trọng, chẳng hạn như sưng hoặc khó thở. Tác dụng phụ ít nghiêm trọng hơn bao gồm chóng mặt hoặc buồn ngủ, kích thích, nhức đầu, buồn nôn, nôn hoặc táo bón. Rối loạn tâm thần (ảo giác, kích động, nhầm lẫn, trầm cảm hoặc các vấn đề về trí nhớ), mất điều hòa, khó thở hoặc nhịp tim chậm có thể là dấu hiệu của tác dụng phụ nghiêm trọng và cần được bác sĩ chú ý ngay lập tức.

### Tác dụng phụ
1-10%
- Somnolence

<1%
| - Ngưng thở - Khủng bố ban đêm và rối loạn giấc ngủ - Đau đầu - Chóng mặt - Kích động hoặc hồi hộp - Sự nhầm lẫn - Buồn nôn - Nôn - Táo bón - Ảo giác | - Mất điều hòa - Nhịp tim - Nhiễm độc gan - Tăng thông khí - Ngất xỉu - Khó thở hoặc nuốt - Phát ban - Rối loạn tâm thần |

### Chống chỉ định
Những người có quá mẫn cảm với barbiturat hoặc có tiền sử porphyria nên thảo luận với bác sĩ trước khi sử dụng điều trị bằng butisol natri. Butabarbital cũng đã được chứng minh là tương tác với một số loại thuốc; Nói chuyện với bác sĩ của bạn nếu dùng thuốc ức chế Monoamin oxydase (MAOIs), thuốc chẹn beta, thuốc tránh thai hoặc thuốc khác, vì hiệu quả của chúng có thể bị ảnh hưởng.
Ở liều thấp Butabarbital đã được chứng minh lâm sàng để gây buồn ngủ, làm suy yếu vỏ giác quan và hoạt động vận động. Trong một số trường hợp hiếm hoi Butabarbital đã được chứng minh là tạo ra những cơn phấn khích hoặc hưng phấn nhỏ trước các tác dụng an thần. Butabarbital là một loại thuốc rất mạnh, tuy nhiên, với đặc tính gây nghiện, và sự thay đổi nhỏ về liều có thể dẫn đến sự leo thang tác dụng đáng kể.

## Dược lý
Butabarbital là một thành viên thôi miên an thần trong họ barbiturat. Nó hoạt động tương đối nhanh, với thời gian ngắn, tạo ra một loạt các tác động từ an thần nhẹ đến thôi miên như là một chức năng của liều lượng.   Quá liều butabarbital có thể dẫn đến hôn mê sâu hoặc thậm chí tử vong.

### Hấp thu, Phân phối và Thải trừ
Butabarbituates được phân phối và hấp thu nhanh chóng trong não, gan và thận. Một trong những barbiturat lipophilic nhiều hơn, butabarbital vượt qua hàng rào máu não một cách dễ dàng, và mạnh hơn một chút so với các barbiturat ít lipophilic khác như phenobarbital.   Butabarbital, một loại axit yếu, thường được dùng bằng đường uống ở dạng muối natri.   3-4 giờ sau khi uống butabarbital natri đạt nồng độ plama cao nhất là 203 ug / mL để an thần hoặc 25 ug / mL để gây ngủ, được hấp thụ qua đường tiêu hóa.
Sau khi được hấp thu, butabarbital có tác dụng trong thời gian 6-8 giờ nếu dùng đường uống hoặc 3 giờ6 sau khi tiêm tĩnh mạch. Đồng thuận chung có chu kỳ bán rã khoảng 100 giờ, tuy nhiên nó cũng đã được báo cáo trong một nghiên cứu có chu kỳ bán rã 34-42 giờ.
Cách cơ bản để cơ thể chấm dứt hoạt động là oxy hóa các gốc ở C5, với các quá trình chuyển hóa sinh học khác góp phần ở mức độ thấp hơn.  Butabarbital is metabolized almost entirely by the liver, products including polar alcohols, ketones, phenols, or carboxylic acids, before it is renally excreted in the urine.
Thời gian bán hủy: ~ 100 giờ
Thời lượng: 6-8 giờ
Khởi phát: 45-60 phút
Các enzyme gây ra: CYP1A2, CYP2C9 / 10, CYP3A4
Bài tiết: Nước tiểu

### Cơ chế hoạt động
Cơ chế hoạt động mà các barbiturat phát huy tác dụng của chúng vẫn chưa được hiểu rõ, tuy nhiên chúng được cho là có liên quan đến việc tăng cường hoạt động dẫn truyền thần kinh ức chế GABA trong CNS thông qua GABAA receptors.   Butabarbital, với tư cách là thành viên của nhóm thuốc này, tăng cường mạnh mẽ giai điệu GABAergic ức chế bằng cách liên kết với một vị trí cụ thể liên quan đến ionopore Cl  - </ sup> tại thụ thể GABA  A </ sub>.  Sự ràng buộc của Butabarbital khiến kênh vẫn mở lâu hơn và do đó kéo dài sự ức chế sau synap bởi GABA.  Các tác dụng ít đặc trưng của barbiturat bao gồm ức chế trực tiếp các thụ thể glutamate loại AMPA, ức chế dẫn truyền thần kinh glutamatergic kích thích.